# Marcelo Fuentes
Carlos Marcelo Fuentes (25 de Mayo, Provincia de Buenos Aires; 5 de mayo de 1960) es un exfutbolista y actual entrenador argentino. Actualmente dirige a Deportivo Armenio, equipo de la Primera B.
Como jugador era delantero y en el equipo donde estuvo más tiempo fue Lanús, desde 1979 a 1984. Luego en los siguientes equipos estuvo en un máximo de 2 años, hasta su retiro en Unión de Sunchales en 1991, con solo 31 años.
Tras ser ayudante de campo de Gustavo Alfaro en Atlético de Rafaela, Quilmes y Patronato, comenzó su carrera como entrenador en el último equipo mencionado en el año 1998, cuando el conjunto entrerriano se encontraba disputando el Torneo Argentino A. Su primer título como técnico ocurrió en la temporada 2001-02, cuando la Comisión de Actividades Infantiles logró el ascenso a la Primera B Nacional luego del Torneo Argentino A obtenido. Ocho años más tarde, conseguiría con Patronato el campeonato del Argentino A 2009-10, siendo la primera vez del Patrón en la segunda categoría del fútbol argentino.

## Carrera

### Como futbolista
Fuentes comenzó como jugador en Lanús. El primer gol con la camiseta del Grana fue el 6 de septiembre de 1980 en el empate a 1 contra San Miguel. Al año siguiente, Lanús salió campeón de la Primera C y Fuentes convirtió 15 tantos. En total, con la camiseta de Lanús, Marcelo Fuentes convirtió 20 goles.
Luego, tuvo pasos por Sportivo Italiano (anteriormente llamado Deportivo Italiano), Belgrano de Paraná (convirtió 4 goles entre 1985 y 1986 y participó de la Liga Paranaense de Fútbol en 1987), Deportivo Morón, Atlético de Rafaela (campeón del Torneo del Interior 1988-89, convirtió 19 goles), Santiago Wanderers de Chile, 9 de Julio de Rafaela (convirtió 9 goles entre 1990 y 1991) y Unión de Sunchales, donde se retiró en 1991.

### Carrera como entrenador
Comenzó su carrera como ayudante de campo de Gustavo Alfaro en Atlético de Rafaela, luego Patronato y por último Quilmes. Por su parte, ha sido entrenador de varios clubes (Luján de Cuyo, San Martín de Mendoza, Villa Mitre, Guillermo Brown, Atlético de Rafaela, Chacarita Juniors, Sarmiento de Junín, entre otros), siendo los más significativos para él la CAI con la que obtuvo el campeonato y ascenso (a la B Nacional) en la temporada 2001-02; y Patronato logrando lo mismo pero en la temporada 2009-10.

## Clubes

### Como jugador
| Club                | País                | Año                 | PJ | Goles |
| ------------------- | ------------------- | ------------------- | -- | ----- |
| Lanús               | Argentina           | 1979-1984           | ?  | 20    |
| Deportivo Italiano  | Argentina           | 1985                | ?  | 0     |
| Belgrano (P)        | Argentina           | 1985-1986           | ?  | 4     |
| Deportivo Morón     | Argentina           | 1986                | ?  | 0     |
| Belgrano (P)        | Argentina           | 1987                | ?  | ?     |
| Atlético de Rafaela | Argentina           | 1988-1989           | ?  | 19    |
| Santiago Wanderers  | Chile               | 1990                | ?  | 6     |
| 9 de Julio (R)      | Argentina           | 1990-1991           | ?  | 9     |
| Unión (S)           | Argentina           | 1991                | ?  | ?     |
| Total en su carrera | Total en su carrera | Total en su carrera | ?  | +58   |

### Estadísticas como entrenador
| Club                               | Temporada           | Liga | Liga | Liga | Liga | Copa nacional | Copa nacional | Copa nacional | Copa nacional | Copa continental | Copa continental | Copa continental | Copa continental | Otras copas | Otras copas | Otras copas | Otras copas | Total | Total | Total | Total | % Efectividad |
| Club                               | Temporada           | PJ   | G    | E    | P    | PJ            | G             | E             | P             | PJ               | G                | E                | P                | PJ          | G           | E           | P           | PJ    | G     | E     | P     | % Efectividad |
| ---------------------------------- | ------------------- | ---- | ---- | ---- | ---- | ------------- | ------------- | ------------- | ------------- | ---------------- | ---------------- | ---------------- | ---------------- | ----------- | ----------- | ----------- | ----------- | ----- | ----- | ----- | ----- | ------------- |
| Patronato Argentina                | 1998-99             | 24   | 9    | 9    | 6    | -             | -             | -             | -             | -                | -                | -                | -                | -           | -           | -           | -           | 24    | 9     | 9     | 4     | 50%           |
| Patronato Argentina                | 2009-10             | 44   | 23   | 13   | 8    | -             | -             | -             | -             | -                | -                | -                | -                | -           | -           | -           | -           | 44    | 23    | 13    | 8     | 62.12%        |
| Patronato Argentina                | 2011-12             | 38   | 15   | 11   | 12   | 2             | 0             | 1             | 1             | -                | -                | -                | -                | -           | -           | -           | -           | 40    | 15    | 12    | 13    | 47.5%         |
| Patronato Argentina                | 2014                | 20   | 5    | 7    | 8    | 0             | 0             | 0             | 0             | -                | -                | -                | -                | -           | -           | -           | -           | 20    | 5     | 7     | 8     | 36.67%        |
| Patronato Argentina                | Total               | 126  | 52   | 40   | 34   | 2             | 0             | 1             | 1             | -                | -                | -                | -                | -           | -           | -           | -           | 128   | 52    | 41    | 35    | 51.3%         |
| C. A. I. Argentina                 | 1999-00             | 14   | 3    | 7    | 4    | -             | -             | -             | -             | -                | -                | -                | -                | -           | -           | -           | -           | 14    | 3     | 7     | 4     | 38.1%         |
| C. A. I. Argentina                 | 2000-01             | 16   | 6    | 4    | 6    | -             | -             | -             | -             | -                | -                | -                | -                | -           | -           | -           | -           | 16    | 6     | 4     | 6     | 45.83%        |
| C. A. I. Argentina                 | 2001-02             | 26   | 12   | 9    | 5    | -             | -             | -             | -             | -                | -                | -                | -                | -           | -           | -           | -           | 26    | 12    | 9     | 5     | 57.69%        |
| C. A. I. Argentina                 | 2002-03             | 40   | 14   | 7    | 19   | -             | -             | -             | -             | -                | -                | -                | -                | -           | -           | -           | -           | 40    | 14    | 7     | 19    | 40.83%        |
| C. A. I. Argentina                 | Total               | 96   | 35   | 27   | 34   | -             | -             | -             | -             | -                | -                | -                | -                | -           | -           | -           | -           | 96    | 35    | 27    | 34    | 45.83%        |
| Luján de Cuyo Argentina            | 2004-05             | 44   | 21   | 14   | 9    | -             | -             | -             | -             | -                | -                | -                | -                | -           | -           | -           | -           | 44    | 21    | 14    | 9     | 58.33%        |
| Luján de Cuyo Argentina            | Total               | 44   | 21   | 14   | 9    | -             | -             | -             | -             | -                | -                | -                | -                | -           | -           | -           | -           | 44    | 21    | 14    | 9     | 58.33%        |
| San Martín (M) Argentina           | 2005-06             | 9    | 2    | 2    | 5    | -             | -             | -             | -             | -                | -                | -                | -                | -           | -           | -           | -           | 9     | 2     | 2     | 5     | 29.63%        |
| San Martín (M) Argentina           | Total               | 9    | 2    | 2    | 5    | -             | -             | -             | -             | -                | -                | -                | -                | -           | -           | -           | -           | 9     | 2     | 2     | 5     | 29.63%        |
| Villa Mitre Argentina              | 2006-07             | 22   | 5    | 8    | 9    | -             | -             | -             | -             | -                | -                | -                | -                | -           | -           | -           | -           | 22    | 5     | 8     | 9     | 34.85%        |
| Villa Mitre Argentina              | Total               | 22   | 5    | 8    | 9    | -             | -             | -             | -             | -                | -                | -                | -                | -           | -           | -           | -           | 22    | 5     | 8     | 9     | 34.85%        |
| Guillermo Brown Argentina          | 2007-08             | 21   | 8    | 8    | 5    | -             | -             | -             | -             | -                | -                | -                | -                | -           | -           | -           | -           | 21    | 8     | 8     | 5     | 50.79%        |
| Guillermo Brown Argentina          | 2015                | 17   | 3    | 5    | 9    | -             | -             | -             | -             | -                | -                | -                | -                | -           | -           | -           | -           | 17    | 3     | 5     | 9     | 27.45%        |
| Guillermo Brown Argentina          | Total               | 38   | 11   | 13   | 14   | -             | -             | -             | -             | -                | -                | -                | -                | -           | -           | -           | -           | 38    | 11    | 13    | 14    | 40.35%        |
| Atlético de Rafaela Argentina      | 2008-09             | 40   | 18   | 11   | 11   | -             | -             | -             | -             | -                | -                | -                | -                | -           | -           | -           | -           | 40    | 18    | 11    | 11    | 54.17%        |
| Atlético de Rafaela Argentina      | Total               | 40   | 18   | 11   | 11   | -             | -             | -             | -             | -                | -                | -                | -                | -           | -           | -           | -           | 40    | 18    | 11    | 11    | 54.17%        |
| Chacarita Juniors Argentina        | 2009-10             | 12   | 3    | 4    | 5    | -             | -             | -             | -             | -                | -                | -                | -                | -           | -           | -           | -           | 12    | 3     | 4     | 5     | 36.11%        |
| Chacarita Juniors Argentina        | Total               | 12   | 3    | 4    | 5    | -             | -             | -             | -             | -                | -                | -                | -                | -           | -           | -           | -           | 12    | 3     | 4     | 5     | 36.11%        |
| Sarmiento (J) Argentina            | 2013-14             | 28   | 11   | 8    | 9    | 1             | 0             | 0             | 1             | -                | -                | -                | -                | -           | -           | -           | -           | 29    | 11    | 8     | 10    | 47.13%        |
| Sarmiento (J) Argentina            | Total               | 28   | 11   | 8    | 9    | 1             | 0             | 0             | 1             | -                | -                | -                | -                | -           | -           | -           | -           | 29    | 11    | 8     | 10    | 47.13%        |
| Cúcuta Deportivo · Colombia        | 2015                | 9    | 1    | 4    | 4    | 1             | 0             | 0             | 1             | -                | -                | -                | -                | -           | -           | -           | -           | 10    | 1     | 4     | 5     | 23.33%        |
| Cúcuta Deportivo · Colombia        | Total               | 9    | 1    | 4    | 4    | 1             | 0             | 0             | 1             | -                | -                | -                | -                | -           | -           | -           | -           | 10    | 1     | 4     | 5     | 23.33%        |
| Central Córdoba (SdE) Argentina    | 2016-17             | 19   | 6    | 6    | 7    | -             | -             | -             | -             | -                | -                | -                | -                | -           | -           | -           | -           | 19    | 6     | 6     | 7     | 42.11%        |
| Central Córdoba (SdE) Argentina    | Total               | 19   | 6    | 6    | 7    | -             | -             | -             | -             | -                | -                | -                | -                | -           | -           | -           | -           | 19    | 6     | 6     | 7     | 42.11%        |
| Gimnasia y Esgrima (M) Argentina   | 2017-18             | 29   | 17   | 10   | 2    | 6             | 3             | 1             | 2             | -                | -                | -                | -                | -           | -           | -           | -           | 35    | 20    | 11    | 4     | 67.62%        |
| Gimnasia y Esgrima (M) Argentina   | Total               | 29   | 17   | 10   | 2    | 6             | 3             | 1             | 2             | -                | -                | -                | -                | -           | -           | -           | -           | 35    | 20    | 11    | 4     | 67.62%        |
| Quilmes Argentina                  | 2018-19             | 9    | 2    | 2    | 5    | -             | -             | -             | -             | -                | -                | -                | -                | -           | -           | -           | -           | 9     | 2     | 2     | 5     | 29.63%        |
| Quilmes Argentina                  | Total               | 9    | 2    | 2    | 5    | -             | -             | -             | -             | -                | -                | -                | -                | -           | -           | -           | -           | 9     | 2     | 2     | 5     | 29.63%        |
| Juventud Unida (SL) Argentina      | 2019-20             | 7    | 6    | 1    | 0    | -             | -             | -             | -             | -                | -                | -                | -                | -           | -           | -           | -           | 7     | 6     | 1     | 0     | 90.48%        |
| Juventud Unida (SL) Argentina      | 2020                | 7    | 2    | 3    | 2    | -             | -             | -             | -             | -                | -                | -                | -                | -           | -           | -           | -           | 7     | 2     | 3     | 2     | 42.86%        |
| Juventud Unida (SL) Argentina      | Total               | 14   | 8    | 4    | 2    | -             | -             | -             | -             | -                | -                | -                | -                | -           | -           | -           | -           | 14    | 8     | 4     | 2     | 66.67%        |
| Desamparados Argentina             | 2021                | 15   | 5    | 5    | 5    | -             | -             | -             | -             | -                | -                | -                | -                | -           | -           | -           | -           | 15    | 5     | 5     | 5     | 44.44%        |
| Desamparados Argentina             | 2022                | 4    | 0    | 2    | 2    | -             | -             | -             | -             | -                | -                | -                | -                | -           | -           | -           | -           | 4     | 0     | 2     | 2     | 16.67%        |
| Desamparados Argentina             | Total               | 19   | 5    | 7    | 7    | -             | -             | -             | -             | -                | -                | -                | -                | -           | -           | -           | -           | 19    | 5     | 7     | 7     | 38.6%         |
| Liniers Argentina                  | 2022                | 12   | 4    | 5    | 3    | -             | -             | -             | -             | -                | -                | -                | -                | -           | -           | -           | -           | 12    | 4     | 5     | 3     | 47.22%        |
| Liniers Argentina                  | Total               | 12   | 4    | 5    | 3    | -             | -             | -             | -             | -                | -                | -                | -                | -           | -           | -           | -           | 12    | 4     | 5     | 3     | 47.22%        |
| Gimnasia y Esgrima (CdU) Argentina | 2023                | 22   | 7    | 6    | 9    | -             | -             | -             | -             | -                | -                | -                | -                | -           | -           | -           | -           | 22    | 7     | 6     | 9     | 40.91%        |
| Gimnasia y Esgrima (CdU) Argentina | Total               | 22   | 7    | 6    | 9    | -             | -             | -             | -             | -                | -                | -                | -                | -           | -           | -           | -           | 22    | 7     | 6     | 9     | 40.91%        |
| Estudiantes (SL) Argentina         | 2024                | 12   | 4    | 4    | 4    | -             | -             | -             | -             | -                | -                | -                | -                | -           | -           | -           | -           | 12    | 4     | 4     | 4     | 44.44%        |
| Estudiantes (SL) Argentina         | Total               | 12   | 4    | 4    | 4    | -             | -             | -             | -             | -                | -                | -                | -                | -           | -           | -           | -           | 12    | 4     | 4     | 4     | 44.44%        |
| Deportivo Armenio Argentina        | 2025                | 13   | 5    | 6    | 2    | 1             | 0             | 1             | 0             | -                | -                | -                | -                | -           | -           | -           | -           | 14    | 5     | 7     | 2     | 52.38%        |
| Deportivo Armenio Argentina        | Total               | 13   | 5    | 6    | 2    | 1             | 0             | 1             | 0             | -                | -                | -                | -                | -           | -           | -           | -           | 14    | 5     | 7     | 2     | 52.38%        |
| Total en su carrera                | Total en su carrera | 574  | 217  | 182  | 175  | 11            | 3             | 3             | 5             | -                | -                | -                | -                | -           | -           | -           | -           | 585   | 220   | 185   | 180   | 48.15%        |

Actualizado el 16 de agosto de 2025.